# Encephalartos latifrons
Encephalartos latifrons  (лат.) — вечнозелёное древовидное растение рода Энцефаляртос (Encephalartos).

## Описание
Ствол 3 м высотой, 30-35 см диаметром. Листья длинночерешковые 100-150 см, жёлто-зелёные, светло- или ярко-зелёные, очень глянцевые; хребет желтоватый, прямой с последней трети резко загнутый; черенок прямой, без колючек. Листовые фрагменты яйцевидные; средние - 10-15 см длиной, 40-60 мм в ширину. Пыльцевые шишки 1-3, яйцевидные, зелёные, длиной 30-50 см, 8-17 см диаметром. Семенные шишки 1-3, яйцевидные, зелёные, длиной 50-60 см, 25 см диаметром. Семена продолговатые, длиной 25-33 мм, шириной 16-18 мм, саркотеста красная.

## Распространение
Эндемик ЮАР (Батерст и Олбани районы Восточной Капской провинции). Растёт в кустарниках на скалистых склонах холмов на высоте от 200 до 600 метров над уровнем моря.

## Угроза исчезновения
Популяция, по оценкам, составляет менее 100 растений. Ареал сильно фрагментирован, при этом соотношение между мужскими и женскими особями составляет 4:1. Это растение очень медленно растёт, и наблюдения, проведённые в дикой природе в последние годы привели к выводу, что существующие образцы уже не в состоянии производить плодородные семена.